# Saint-Martin-de-Ribérac
Pour les articles homonymes, voir Saint-Martin.
Saint-Martin-de-Ribérac est une commune française située dans le département de la Dordogne, en région Nouvelle-Aquitaine.

## Géographie

### Généralités
Dans le quart nord-ouest du département de la Dordogne, en Ribéracois, la commune de Saint-Martin-de-Ribérac était incluse jusqu'en 2019 dans l'unité urbaine de Ribérac mais ne l'est plus dans sa version 2020. C'est une commune rurale qui fait partie de l'aire d'attraction de Ribérac, zonage d’étude défini par l'Insee, qui a remplacé en 2020 l'aire urbaine de Ribérac qui incluait la commune. Son territoire est arrosé par le Ribéraguet et bordé à l'est par la Peychay.
En rive droite du Ribéraguet, le bourg de Saint-Martin-de-Ribérac, traversé par la route départementale (RD) 709, se situe, en distances orthodromiques, deux kilomètres et demi au sud-est du centre-ville de Ribérac et seize kilomètres au nord-ouest de Saint-Astier.
Le territoire communal est traversé à l'ouest par la RD 13 et très brièvement au sud par la RD 43.

### Communes limitrophes
Saint-Martin-de-Ribérac est limitrophe de six autres communes dont Saint-Méard-de-Drône au nord-est sur environ 500 mètres.
|          | Ribérac                 | Saint-Méard-de-Drône       |
| Vanxains | Saint-Martin-de-Ribérac | Saint-Pardoux-de-Drône     |
|          | Siorac-de-Ribérac       | Saint-Sulpice-de-Roumagnac |

### Géologie et relief

#### Géologie
Situé sur la plaque nord du Bassin aquitain et bordé à son extrémité nord-est par une frange du Massif central, le département de la Dordogne présente une grande diversité géologique. Les terrains sont disposés en profondeur en strates régulières, témoins d'une sédimentation sur cette ancienne plate-forme marine. Le département peut ainsi être découpé sur le plan géologique en quatre gradins différenciés selon leur âge géologique. Saint-Martin-de-Ribérac est située dans le troisième gradin à partir du nord-est, un plateau formé de calcaires hétérogènes du Crétacé.
Les couches affleurantes sur le territoire communal sont constituées de formations superficielles du Quaternaire et de roches sédimentaires datant pour certaines du Cénozoïque, et pour d'autres du Mésozoïque. La formation la plus ancienne, notée c5c, date du Campanien 3, une alternance de marnes à glauconie et de calcaires crayo-marneux jaunâtres. La formation la plus récente, notée CFvs, fait partie des formations superficielles de type colluvions carbonatées de vallons secs : sable limoneux à débris calcaires et argile sableuse à débris. Le descriptif de ces couches est détaillé dans  les feuilles « no 757 - Ribérac » et « no 758 - Périgueux (ouest) » de la carte géologique au 1/50 000 de la France métropolitaine, et leurs notices associées,.

Carte géologique de Saint-Martin-de-Ribérac.

#### Relief et paysages
Le département de la Dordogne se présente comme un vaste plateau incliné du nord-est (491 m, à la forêt de Vieillecour dans le Nontronnais, à Saint-Pierre-de-Frugie) au sud-ouest (2 m à Lamothe-Montravel). L'altitude du territoire communal varie quant à elle entre 74 mètres à l'extrême nord-est, là où la Peychay quitte la commune pour servir de limite entre celles de Ribérac et Saint-Méard-de-Drône, et 197 ou 198 mètres, est localisée au sud-est, entre les lieux-dits Veille Basse et Chauvignac.
Dans le cadre de la Convention européenne du paysage entrée en vigueur en France le 1er juillet 2006, renforcée par la loi du 8 août 2016 pour la reconquête de la biodiversité, de la nature et des paysages, un atlas des paysages de la Dordogne a été élaboré sous maîtrise d’ouvrage de l’État et publié en octobre 2020. Les paysages du département s'organisent en huit unités paysagères,. La commune est dans le Ribéracois, une région naturelle possédant un relief vallonné avec des altitudes moyennes comprises autour des 130-160 m, sculpté par la Dronne et ses nombreux affluents. Les paysages sont ondulés de grandes cultures dont les vastes horizons contrastent avec les paysages plus cloisonnés de la Dordogne,.
La superficie cadastrale de la commune publiée par l'Insee, qui sert de référence dans toutes les statistiques, est de 16,38 km2,,. La superficie géographique, issue de la BD Topo, composante du Référentiel à grande échelle produit par l'IGN, est quant à elle de 16,42 km2.

### Hydrographie

#### Réseau hydrographique
La commune est située dans le bassin de la Dordogne au sein du Bassin Adour-Garonne. Elle est drainée par la Peychay et le Ribéraguet et par divers petits cours d'eau, qui constituent un réseau hydrographique de 12 km de longueur totale,.
La Peychay, d'une longueur totale de 10,55 km, prend sa source dans la commune de Segonzac et rejoint la Dronne en rive gauche à 60 mètres d'altitude, au sud-est du bourg de Villetoureix, en limite de Ribérac et Saint-Méard-de-Drône. Elle borde la commune à l'est sur plus d'un kilomètre et demi, face à Saint-Pardoux-de-Drône et Saint-Méard-de-Drône.
Autre affluent de rive gauche de la Dronne, le Ribéraguet prend sa source dans le sud de la commune qu'il traverse en direction du nord sur près de quatre  kilomètres et demi.

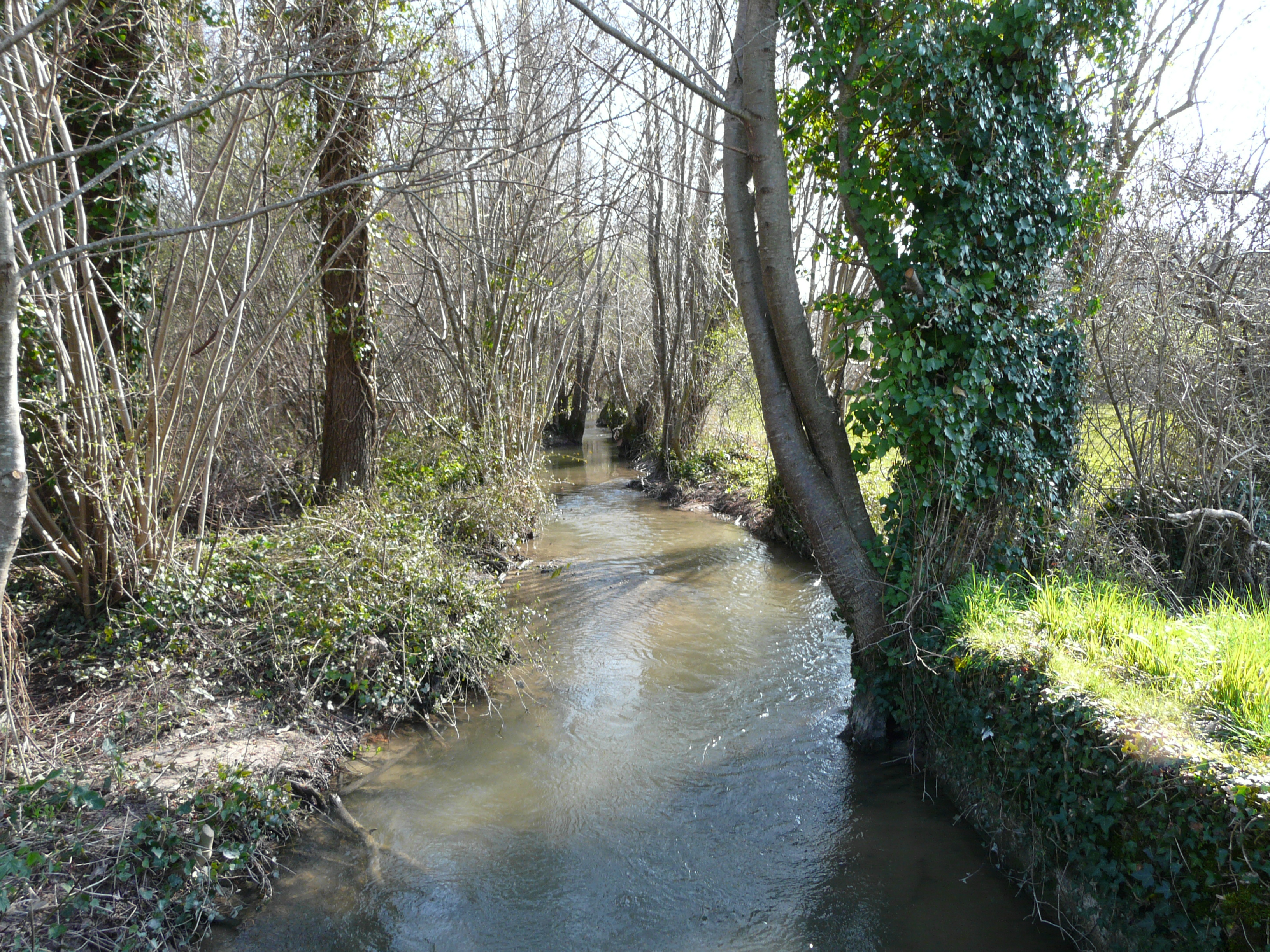
La Peychay au lieu-dit les Peyronnets, entre Saint-Méard-de-Drône (à gauche) et Saint-Martin-de-Ribérac.
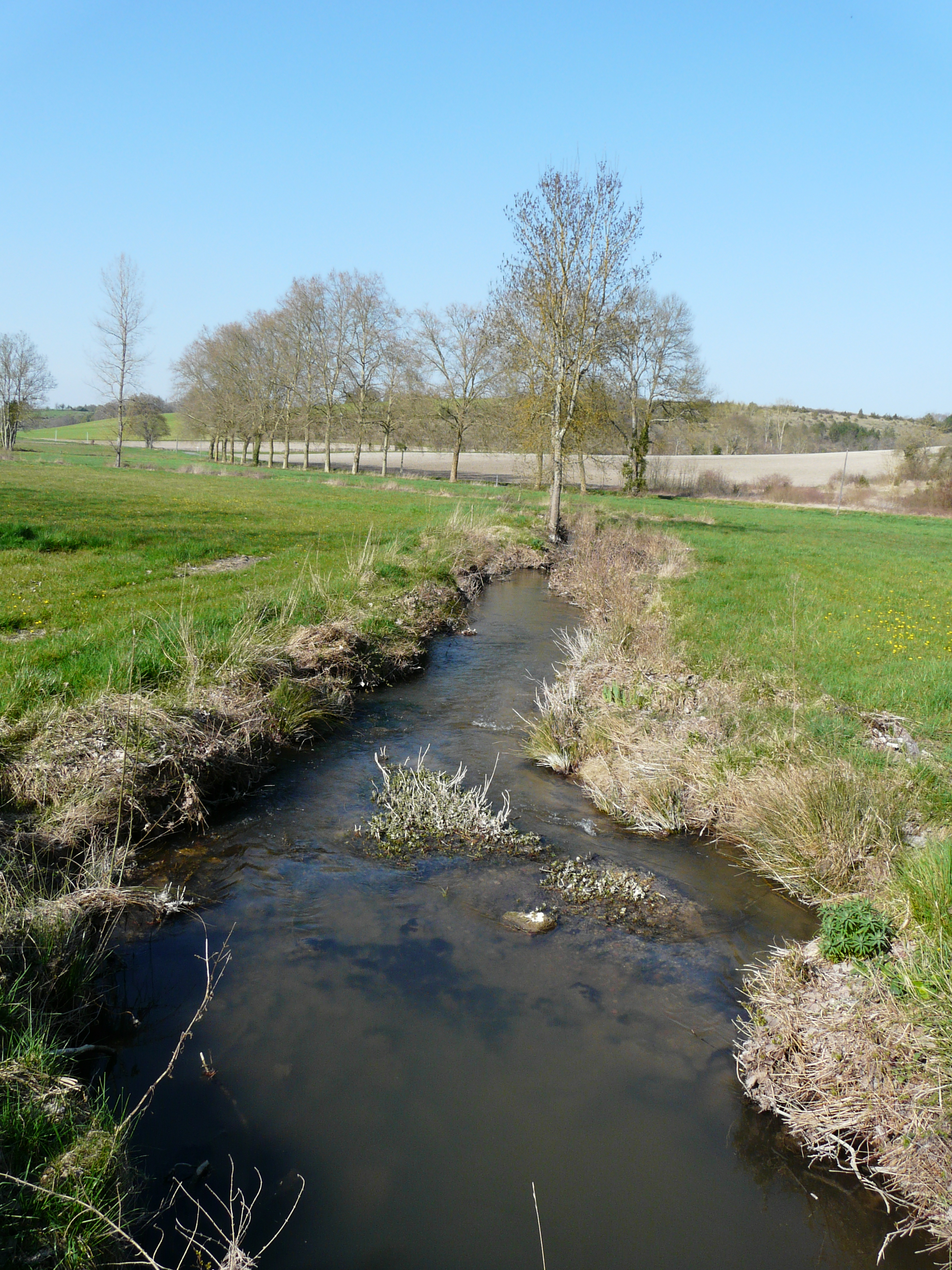
La Peychay en limites de Saint-Martin-de-Ribérac (à gauche) et Saint-Pardoux-de-Drône.
Réseaux hydrographique et routier de Saint-Martin-de-Ribérac.

#### Gestion et qualité des eaux
Le territoire communal est couvert par le schéma d'aménagement et de gestion des eaux (SAGE) « Isle - Dronne ». Ce document de planification, dont le territoire regroupe les bassins versants de l'Isle et de la Dronne, d'une superficie de 7 500 km2, a été approuvé le 2 août 2021. La structure porteuse de l'élaboration et de la mise en œuvre est l'établissement public territorial de bassin de la Dordogne (EPIDOR). Il définit sur son territoire les objectifs généraux d’utilisation, de mise en valeur et de protection quantitative et qualitative des ressources en eau superficielle et souterraine, en respect des objectifs de qualité définis dans le troisième SDAGE  du Bassin Adour-Garonne qui couvre la période 2022-2027, approuvé le 10 mars 2022.
La qualité des eaux de baignade et des cours d’eau peut être consultée sur un site dédié géré par les agences de l’eau et l’Agence française pour la biodiversité.

### Climat
Pour des articles plus généraux, voir Climat de la Nouvelle-Aquitaine et Climat de la Dordogne.
Historiquement, la commune est exposée à un climat océanique aquitain.  
En 2020, Météo-France publie une typologie des climats de la France métropolitaine dans laquelle la commune est dans une zone de transition entre le climat océanique et le climat océanique altéré et est dans la région climatique  Aquitaine, Gascogne, caractérisée par une pluviométrie abondante au printemps, modérée en automne, un faible ensoleillement au printemps, un été chaud (19,5 °C), des vents faibles, des brouillards fréquents en automne et en hiver et des orages fréquents en été (15 à 20 jours).
Pour la période 1971-2000, la température annuelle moyenne est de 12,8 °C, avec  une amplitude thermique annuelle de 15,2 °C. Le cumul annuel moyen de précipitations est de 874 mm, avec 10,7 jours de précipitations en janvier et 7 jours en juillet. Pour la période 1991-2020, la température moyenne annuelle observée sur la station météorologique installée sur la commune est de 13,5 °C et le cumul annuel moyen de précipitations est de 916,6 mm,. Pour l'avenir, les paramètres climatiques de la commune estimés pour 2050 selon différents scénarios d’émission de gaz à effet de serre sont consultables sur un site dédié publié par Météo-France en novembre 2022.
| Mois                                  | jan.            | fév.          | mars           | avril         | mai           | juin        | jui.          | août          | sep.         | oct.          | nov.            | déc.          | année     |
| ------------------------------------- | --------------- | ------------- | -------------- | ------------- | ------------- | ----------- | ------------- | ------------- | ------------ | ------------- | --------------- | ------------- | --------- |
| Température minimale moyenne (°C)     | 3               | 2,5           | 4,8            | 6,9           | 10,5          | 13,6        | 15,2          | 14,8          | 11,8         | 9,9           | 5,8             | 3,4           | 8,5       |
| Température moyenne (°C)              | 6,2             | 6,8           | 10             | 12,5          | 16,1          | 19,5        | 21,2          | 20,9          | 17,6         | 14,6          | 9,3             | 6,7           | 13,5      |
| Température maximale moyenne (°C)     | 9,4             | 11,2          | 15,1           | 18,1          | 21,6          | 25,4        | 27,2          | 27,1          | 23,4         | 19,2          | 12,8            | 10            | 18,4      |
| Record de froid (°C) date du record   | −8,5 04.01.1993 | −14 09.02.12  | −11,5 02.03.05 | −3 07.04.08   | 0 06.05.19    | 4 01.06.06  | 7 17.07.00    | 7 30.08.10    | 3,5 25.09.02 | −5 30.10.1997 | −7,5 21.11.1993 | −10 16.12.01  | −14 2012  |
| Record de chaleur (°C) date du record | 18,5 13.01.04   | 26,2 27.02.19 | 26 20.03.05    | 31,5 30.04.05 | 33,5 27.05.05 | 39 22.06.03 | 40,8 23.07.19 | 39,5 04.08.03 | 37 12.09.16  | 29,8 12.10.18 | 24,5 06.11.15   | 18,5 06.12.00 | 40,8 2019 |
| Précipitations (mm)                   | 88,6            | 69,1          | 68,1           | 87,9          | 78            | 68,4        | 58,1          | 62,1          | 74,9         | 71,9          | 90,6            | 98,9          | 916,6     |

## Urbanisme

### Typologie
Au 1er janvier 2024, Saint-Martin-de-Ribérac est catégorisée commune rurale à habitat dispersé, selon la nouvelle grille communale de densité à 7 niveaux définie par l'Insee en 2022.
Elle est située hors unité urbaine. Par ailleurs la commune fait partie de l'aire d'attraction de Ribérac, dont elle est une commune de la couronne,. Cette aire, qui regroupe 24 communes, est catégorisée dans les aires de moins de 50 000 habitants,.

### Occupation des sols
L'occupation des sols de la commune, telle qu'elle ressort de la base de données européenne d’occupation biophysique des sols Corine Land Cover (CLC), est marquée par l'importance des territoires agricoles (82,4 % en 2018), une proportion sensiblement équivalente à celle de 1990 (82,2 %). La répartition détaillée en 2018 est la suivante : 
zones agricoles hétérogènes (43,9 %), terres arables (28,9 %), forêts (17,6 %), prairies (9,6 %). L'évolution de l’occupation des sols de la commune et de ses infrastructures peut être observée sur les différentes représentations cartographiques du territoire : la carte de Cassini (XVIIIe siècle), la carte d'état-major (1820-1866) et les cartes ou photos aériennes de l'IGN pour la période actuelle (1950 à aujourd'hui).

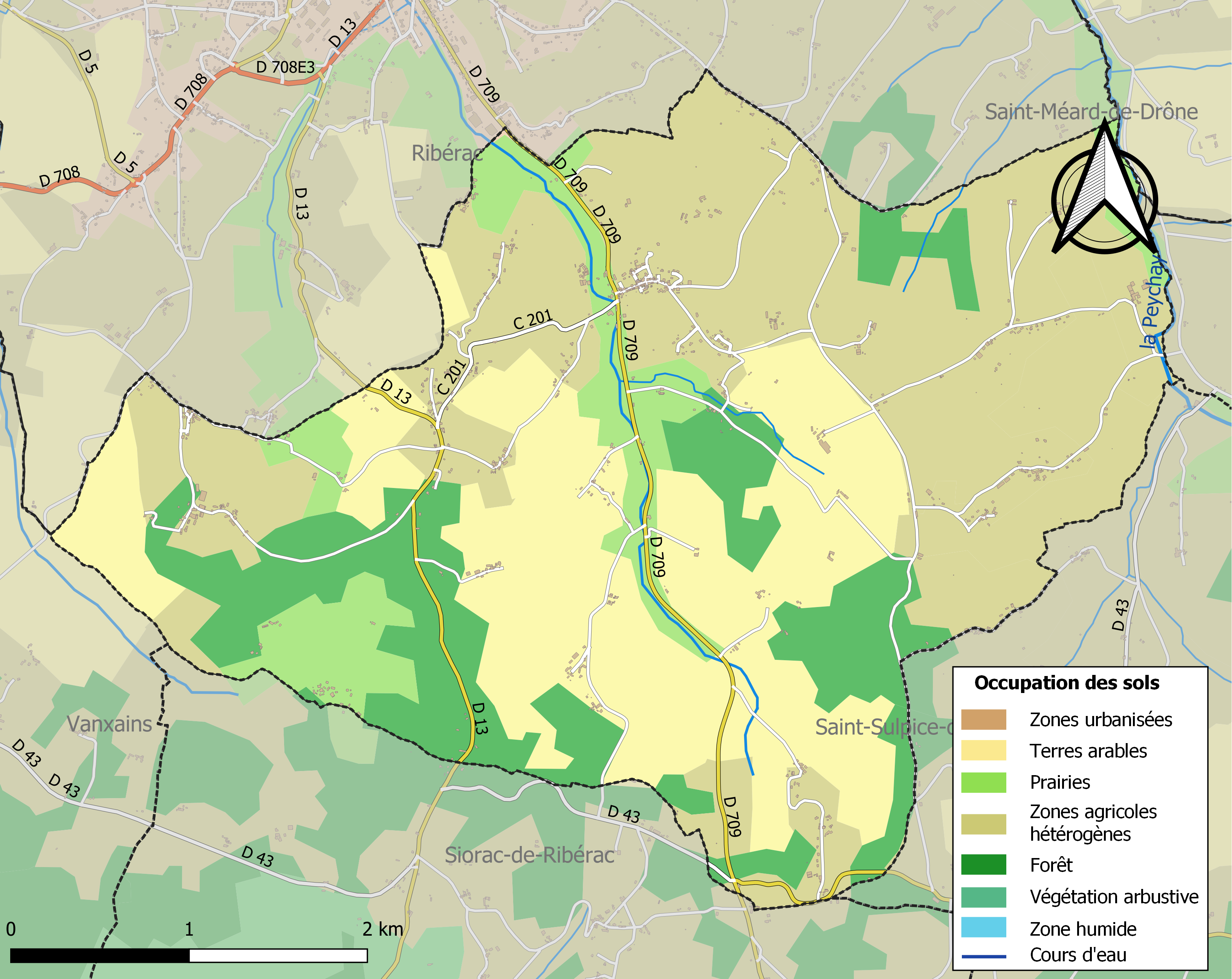
Carte des infrastructures et de l'occupation des sols de la commune en 2018 (CLC).

### Villages, hameaux et lieux-dits
Outre le bourg de Saint-Martin-de-Ribérac proprement dit, la commune est composée d'autres villages ou hameaux, ainsi que de lieux-dits :
- à Berlin
- Baubina
- Belle Étoile
- Bidonneau
- Blanchefleur
- la Borderie
- la Bouisse
- les Cantillous
- Chauffour
- Chauvignac
- Chavan
- Chez Barrat
- Chez Drainaut
- Chez Gaillou
- Chez Péni
- Chez Pouyou
- Chez Simonet
- Chézepoux
- le Cluzelard
- les Courrichoux
- la Croix de Chavan
- la Croix Saint-Jean
- Enbrandes
- la Force
- la Garde
- les Garennes
- les Gérauds
- le Grand Champ
- les Grandes Vignes
- Grange Neuve
- la Jarissade
- la Joubertie
- Labrignier
- la Lande
- le Maine
- Maine de la Garde
- Maison Neuve
- les Meynardies
- les Meynards
- Monplaisir
- Montabourlet
- le Moulin Bertrand
- le Moulin de Marche
- le Pas du Loup
- les Peyrières
- les Prés Blancs
- Puy des Vignes
- le Puy du Rapt
- le Rapt
- le Reyssié
- Richarem
- la Royas
- Sebinlou
- Senzelles
- la Sonnerie
- Tenailles
- la Tuilerie de Plantié
- Varena
- Veille Basse
- Verdier
- la Vigne
- Vraiby.

### Prévention des risques

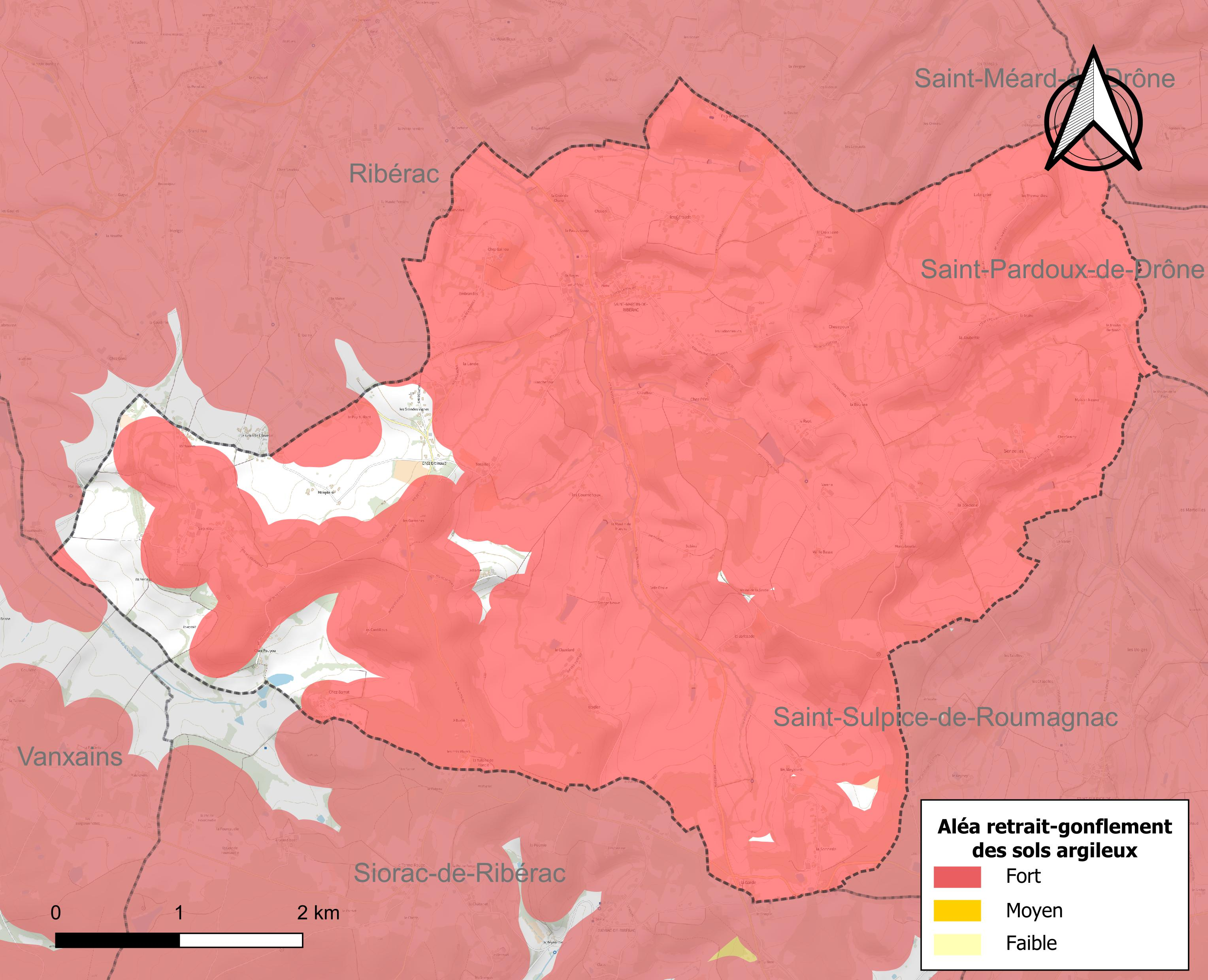
Carte des zones d'aléa retrait-gonflement des sols argileux de Saint-Martin-de-Ribérac.

Le territoire de la commune de Saint-Martin-de-Ribérac est vulnérable à différents aléas naturels : météorologiques (tempête, orage, neige, grand froid, canicule ou sécheresse), feux de forêts, mouvements de terrains et séisme (sismicité très faible). Un site publié par le BRGM permet d'évaluer simplement et rapidement les risques d'un bien localisé soit par son adresse soit par le numéro de sa parcelle.
Saint-Martin-de-Ribérac est exposée au risque de feu de forêt. L’arrêté préfectoral du 14 mars 2013 fixe les conditions de pratique des incinérations et de brûlage dans un objectif de réduire le risque de départs d’incendie. À ce titre, des périodes sont déterminées : interdiction totale du 15 février au 15 mai et du 15 juin au 15 octobre, utilisation réglementée du 16 mai au 14 juin et du 16 octobre au 14 février. En septembre 2020, un plan inter-départemental de protection des forêts contre les incendies (PidPFCI) a été adopté pour la période 2019-2029,.
Les mouvements de terrains susceptibles de se produire sur la commune sont des tassements différentiels. Le retrait-gonflement des sols argileux est susceptible d'engendrer des dommages importants aux bâtiments en cas d’alternance de périodes de sécheresse et de pluie. 92,2 % de la superficie communale est en aléa moyen ou fort (58,6 % au niveau départemental et 48,5 % au niveau national métropolitain). Depuis le 1er octobre 2020, en application de la loi ÉLAN, différentes contraintes s'imposent aux vendeurs, maîtres d'ouvrages ou constructeurs de biens situés dans une zone classée en aléa moyen ou fort,.
La commune a été reconnue en état de catastrophe naturelle au titre des dommages causés par les inondations et coulées de boue survenues en 1982, 1983, 1986 et 1999, par la sécheresse en 1989, 1992, 1997 et 2005 et par des mouvements de terrain en 1999.

## Toponymie

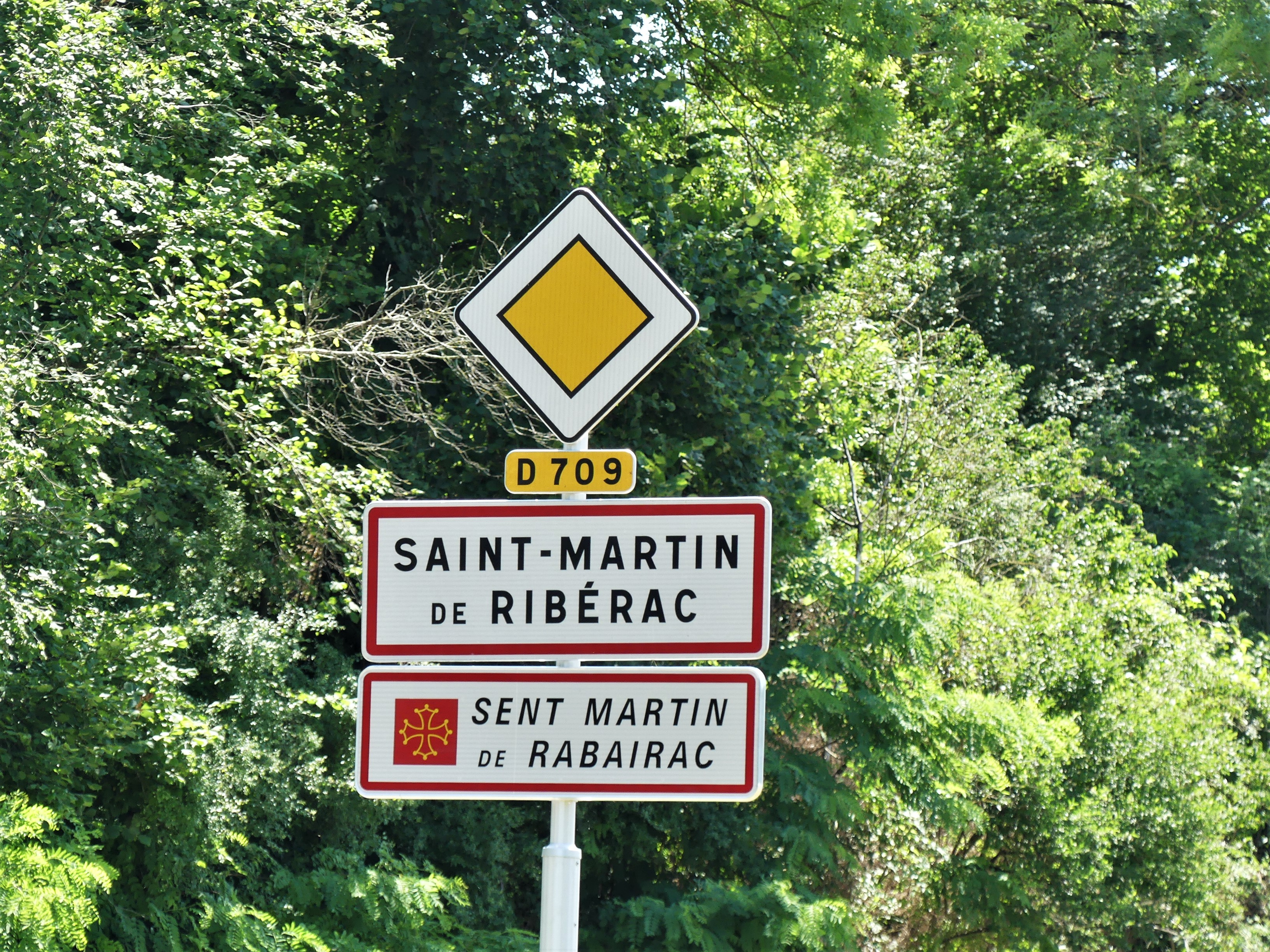
Panneau bilingue en français et occitan.

Le nom de la commune se réfère à saint Martin, évêque de Tours au IVe siècle. La seconde partie du nom tient à la proximité de Ribérac, importante cité voisine.
En occitan, la commune se nomme Sent Martin de Rabairac.

## Histoire

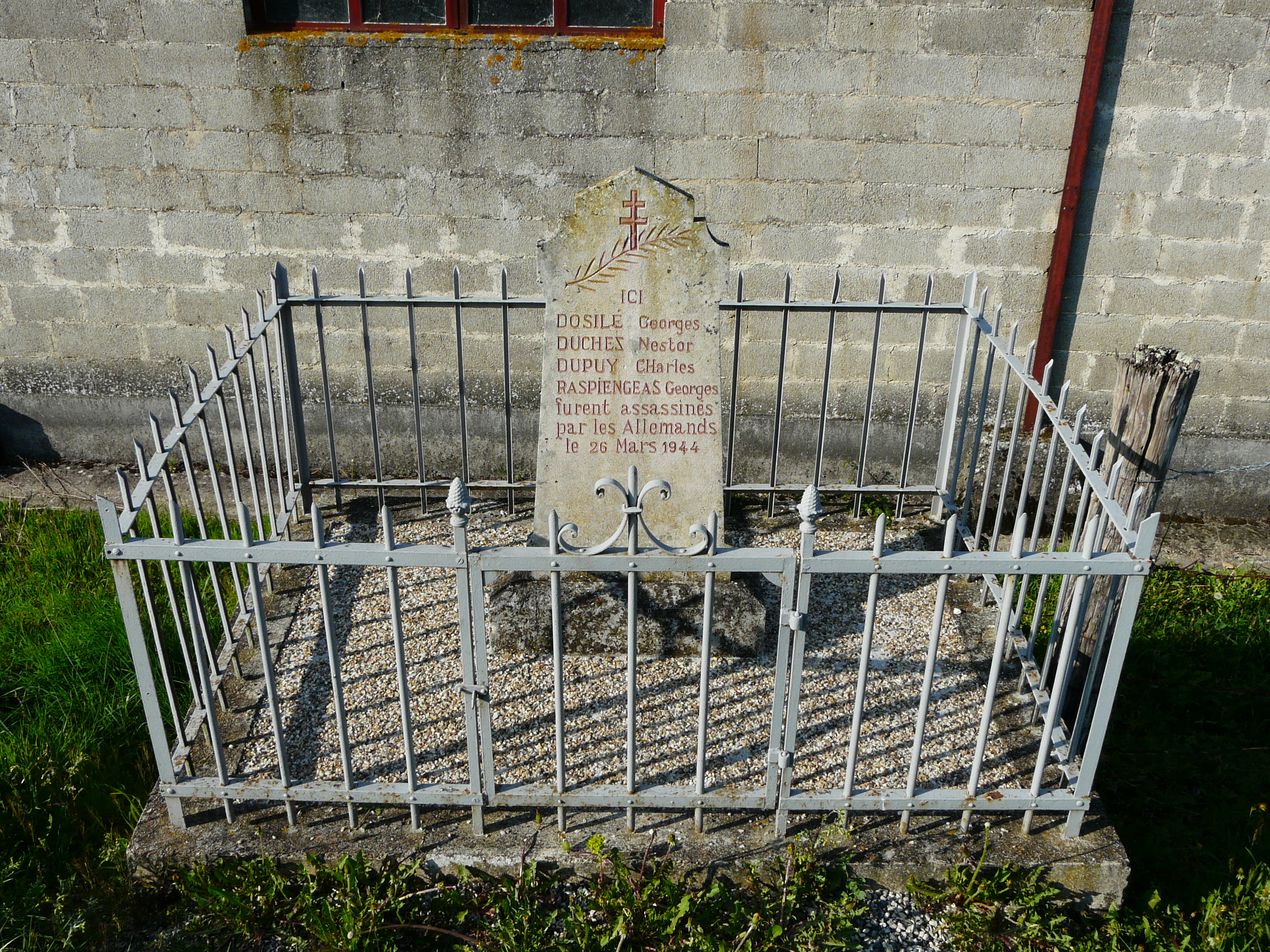
Stèle à la mémoire des quatre personnes fusillées le 26 mars 1944.

La première mention écrite connue du lieu concerne son église et remonte à l'an 1276 sous la forme S. Martinus de Pictu, qui évolue un siècle plus tard en S. Martinus Pictus.
Lors de la création des communes en 1790, Saint Martin de Ribérac est une paroisse, réunie à Ribérac.
Saint-Martin-de-Ribérac est créée en tant que commune en 1851 par démembrement de la commune de Ribérac.
Le 26 juin 1944, les Allemands de la Division Brehmer lancent une vaste opération contre les maquisards dans la forêt de la Double entre Montpon-sur-l'Isle, Mussidan et Ribérac. Un petit détachement est implanté à Saint-Martin-de-Ribérac, où un lieu de détention est installé, d'abord dans un pré pendant la journée, puis la nuit venue, dans l'église. Trois garagistes et le proche parent de l'un d'eux sont arrêtés à Ribérac, suspectés d'avoir fourni du carburant au résistants, et sont emmenés à Saint-Martin-de-Ribérac, où ils sont fusillés vers 21 h 30 au lieu-dit Pont-Auriol. Un jeune instituteur de Saint-Astier, arrêté à Neuvic le 24 mars et qui s'était échappé, a été repris le 26 mars à proximité de Saint-Vincent-de-Connezac et a été fusillé, également à Saint-Martin-de-Ribérac.

## Politique et administration

### Rattachements administratifs et électoraux
En 1851, la commune de Saint-Martin-de-Ribérac a été rattachée au canton de Ribérac dépendant de l'arrondissement de Ribérac jusqu'en 1926, puis de l'arrondissement de Périgueux.
Dans le cadre de la réforme de 2014 définie par le décret du 21 février 2014, la commune reste rattachée à ce canton qui s'élargit, passant de 13 à 35 communes lors des élections départementales de mars 2015.

### Intercommunalité
Fin 1998, Saint-Martin-de-Ribérac intègre dès sa création la communauté de communes du Ribéracois. Celle-ci est dissoute au 31 décembre 2013 et remplacée au 1er janvier 2014 par la communauté de communes du Pays Ribéracois, renommée en 2019 communauté de communes du Périgord Ribéracois.

### Administration municipale
La population de la commune étant comprise entre 500 et 1 499 habitants au recensement de 2017, quinze conseillers municipaux ont été élus en 2020,.

### Liste des maires

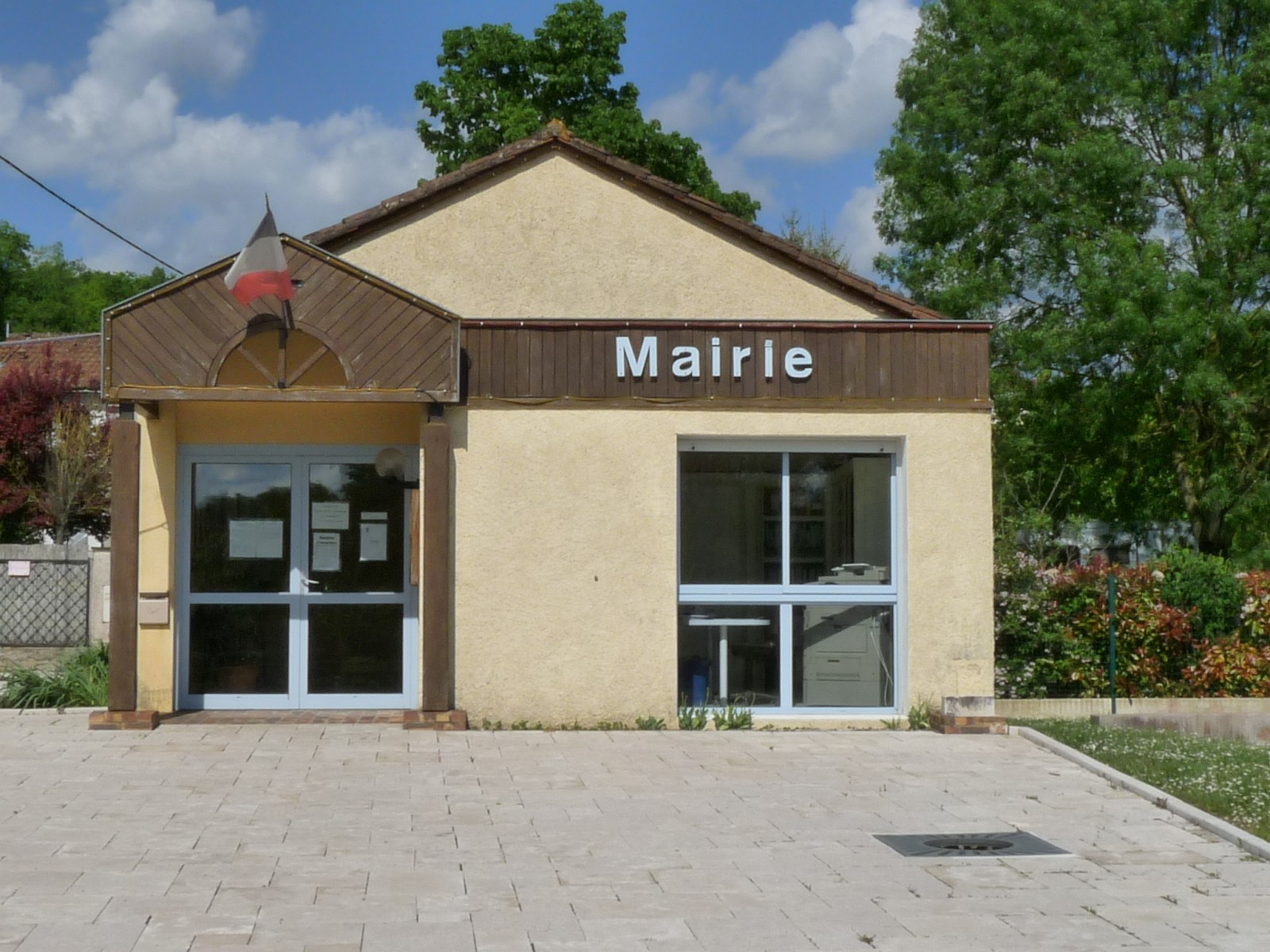
La mairie.

| Période                                  | Période        | Identité                    | Étiquette | Qualité  |
| ---------------------------------------- | -------------- | --------------------------- | --------- | -------- |
| Les données manquantes sont à compléter. |                |                             |           |          |
|                                          |                |                             |           |          |
| 1851                                     | mai 1864       | Jean Duranthon              |           |          |
| mai 1864                                 | 1865           | Alcide Ducher               |           |          |
| 1865                                     | 1866           | Dessagne                    |           |          |
| 1866                                     | septembre 1870 | Jean Larigaudie             |           |          |
| octobre 1870                             | 1871           | Brunet                      |           |          |
| 1871                                     | janvier 1875   | Guillaume Boulle-Larigaudie |           |          |
| janvier 1875                             | octobre 1876   | Frédéric Duburguet          |           |          |
| novembre 1876                            | mai 1896       | François Vaudou             |           |          |
| juin 1896                                | mai 1904       | Jean Malifaud               |           |          |
| mai 1904                                 | septembre 1916 | Éloi Tallet                 |           |          |
| septembre 1916                           | 1929           | Bernard Dignac              |           |          |
| 1929                                     | 1939           | Maurice Gard                |           |          |
| 1939                                     | 1945           | Marcel Brunet               |           |          |
| 1945                                     | 1977           | Gabriel Villedary           |           |          |
| 1977                                     | 1995           | Raymond Pradeau             |           |          |
| 1995                                     | mars 2001      | Lucien Garreau              |           |          |
| mars 2001                                | mai 2020       | Daniel Villedary            | SE        | Assureur |
| mai 2020                                 | En cours       | Jean-Pierre Paretour        |           |          |

## Équipements et services publics

### Justice
En 2023, dans le domaine judiciaire, Saint-Martin-de-Ribérac relève : 
- du tribunal judiciaire, du tribunal pour enfants, du conseil de prud'hommes et du tribunal de commerce de Périgueux ;
- du pôle Nationalité du tribunal judiciaire de Périgueux (compétent uniquement dans le domaine de la nationalité) ;
- de la cour d'appel, du tribunal administratif et de la  cour administrative d'appel de Bordeaux.

## Population et société

### Démographie
Les habitants de Saint-Martin-de-Ribérac se nomment les Saint-Martinois.
L'évolution du nombre d'habitants est connue à travers les recensements de la population effectués dans la commune depuis 1851. Pour les communes de moins de 10 000 habitants, une enquête de recensement portant sur toute la population est réalisée tous les cinq ans, les populations de référence des années intermédiaires étant quant à elles estimées par interpolation ou extrapolation. Pour la commune, le premier recensement exhaustif entrant dans le cadre du nouveau dispositif a été réalisé en 2007.

En 2022, la commune comptait 728 habitants, en évolution de +1,53 % par rapport à 2016 (Dordogne : +0,37 %, France hors Mayotte : +2,11 %).
| 1851  | 1856  | 1861 | 1866 | 1872 | 1876 | 1881 | 1886 | 1891 |
| ----- | ----- | ---- | ---- | ---- | ---- | ---- | ---- | ---- |
| 1 546 | 1 238 | 941  | 996  | 987  | 988  | 937  | 956  | 918  |

| 1896 | 1901 | 1906 | 1911 | 1921 | 1926 | 1931 | 1936 | 1946 |
| ---- | ---- | ---- | ---- | ---- | ---- | ---- | ---- | ---- |
| 906  | 815  | 788  | 810  | 698  | 677  | 689  | 679  | 713  |

| 1954 | 1962 | 1968 | 1975 | 1982 | 1990 | 1999 | 2006 | 2007 |
| ---- | ---- | ---- | ---- | ---- | ---- | ---- | ---- | ---- |
| 730  | 658  | 647  | 611  | 594  | 607  | 654  | 676  | 678  |

| 2012 | 2017 | 2022 | - | - | - | - | - | - |
| ---- | ---- | ---- | - | - | - | - | - | - |
| 713  | 716  | 728  | - | - | - | - | - | - |

## Économie

### Emploi
En 2015, parmi la population communale comprise entre 15 et 64 ans, les actifs représentent 310 personnes, soit 43,1 % de la population municipale. Le nombre de chômeurs (trente-cinq) a augmenté par rapport à 2010 (vingt-trois) et le taux de chômage de cette population active s'établit à 11,3 %.

### Établissements
Au 31 décembre 2015, la commune compte quarante-sept établissements, dont vingt-deux au niveau des commerces, transports ou services, douze dans l'agriculture, la sylviculture ou la pêche, huit dans la construction, quatre relatifs au secteur administratif, à l'enseignement, à la santé ou à l'action sociale, et un dans l'industrie.

## Culture locale et patrimoine

### Lieux et monuments
- Église paroissiale Saint-Martin, des XIIe et XIXe siècles[63].
- Manoir des Gérauds, chartreuse du XIXe siècle, demeure du scout Guy de Larigaudie[64].
- Manoir de la Veille, dont la partie la plus ancienne pourrait remonter au XVe siècle[65].

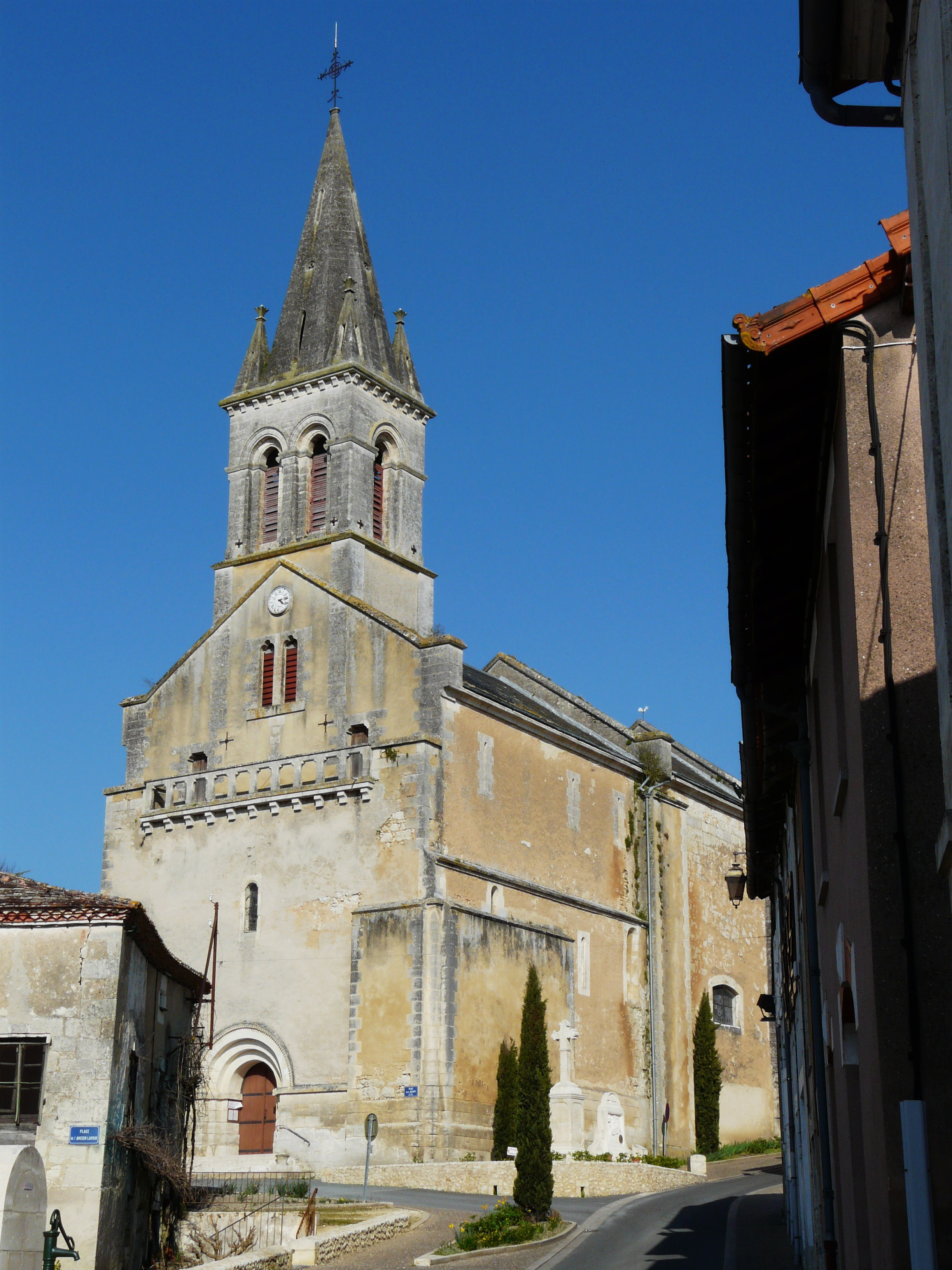
L'église Saint-Martin.
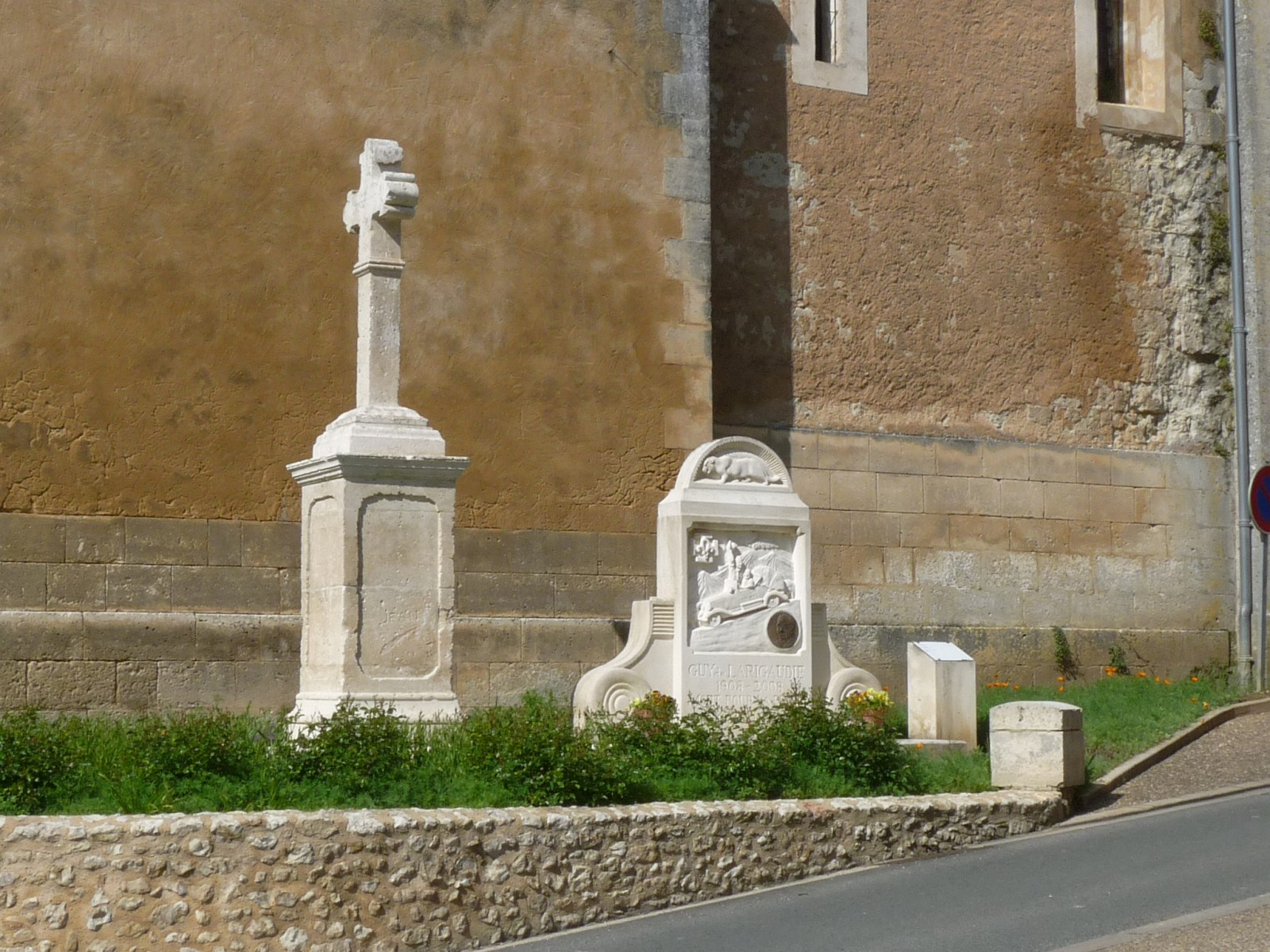
Croix de mission et stèle de Guy de Larigaudie.
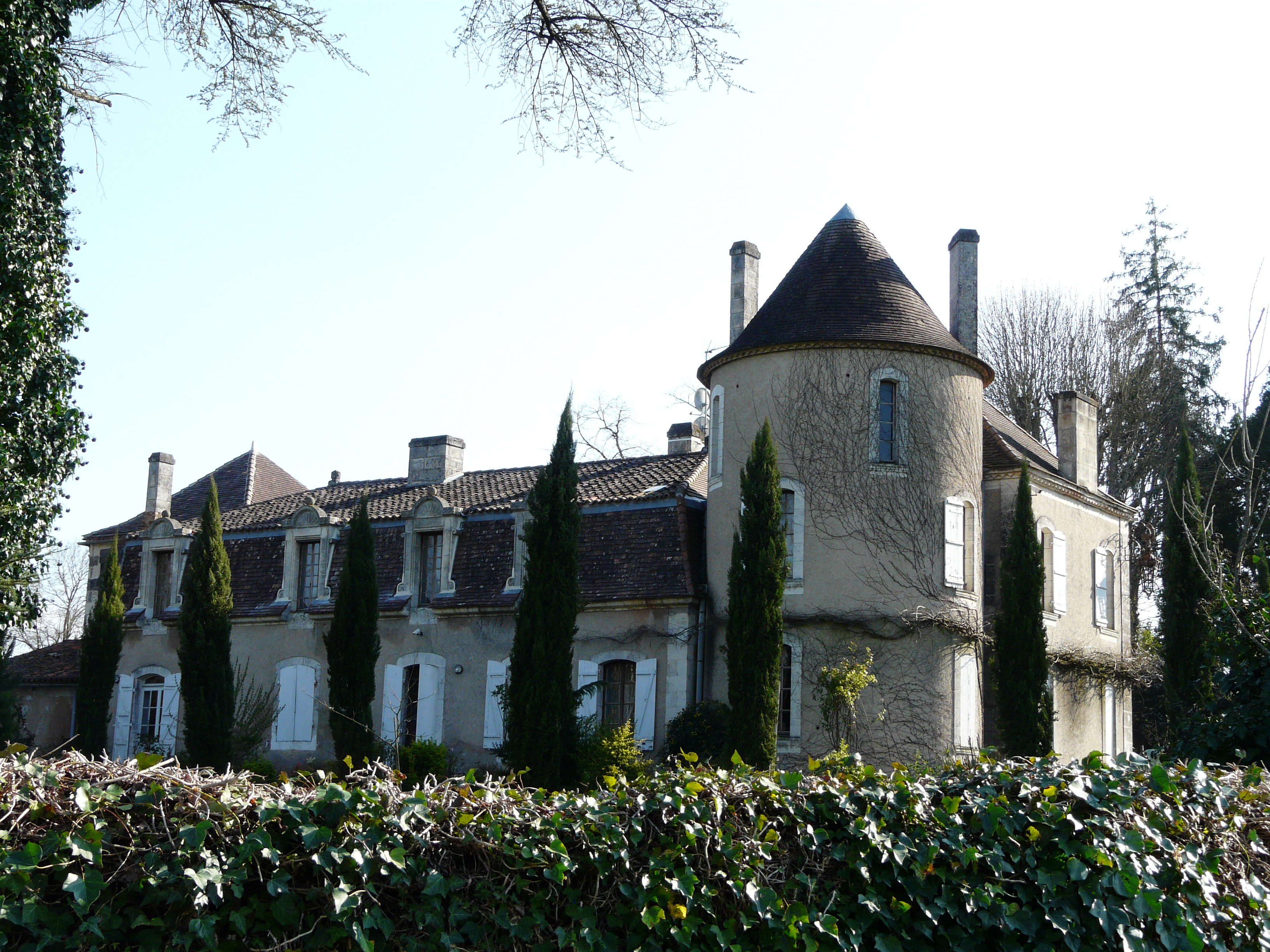
Le manoir des Gérauds.
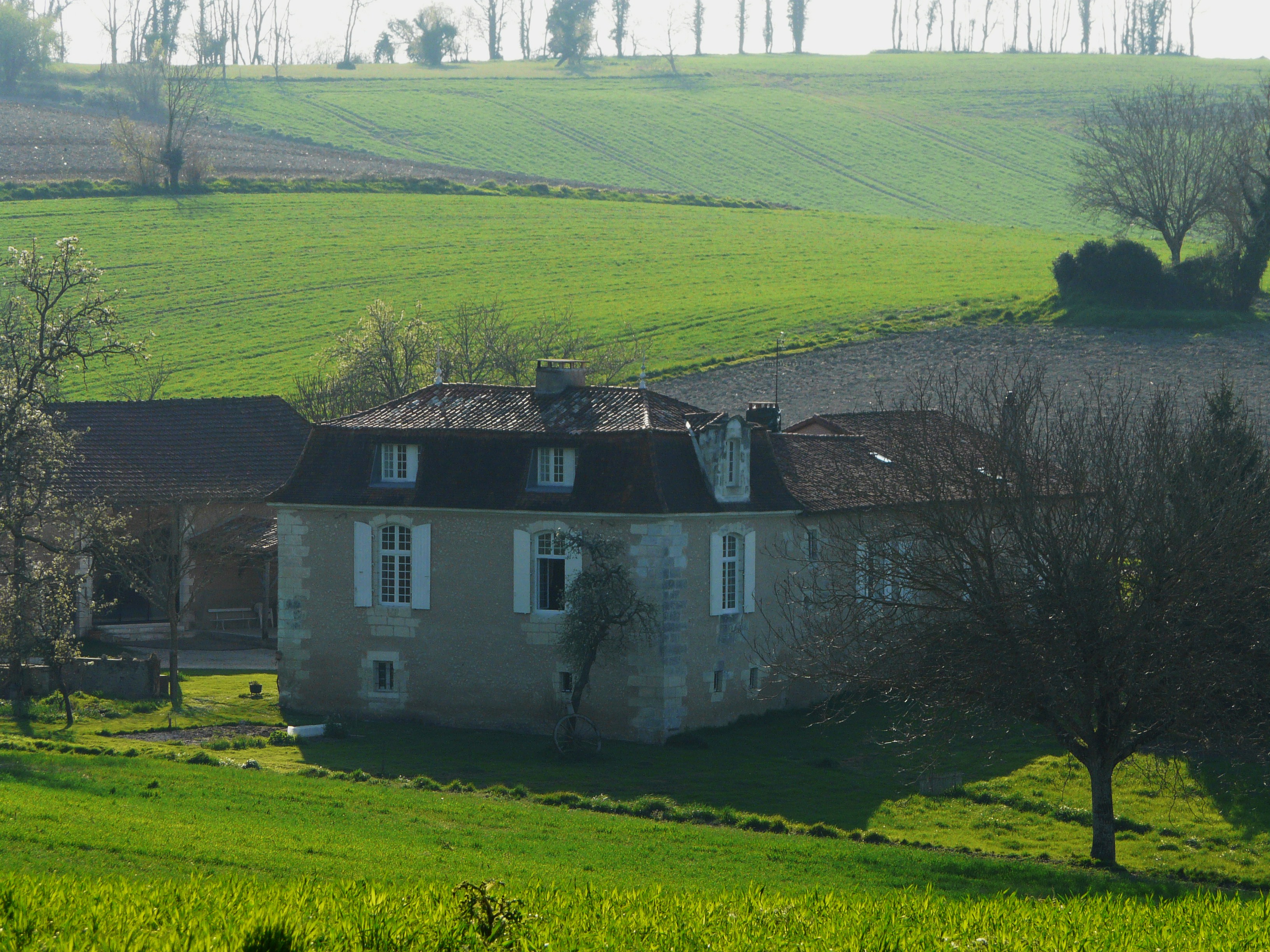
Le manoir de la Veille.

### Personnalités liées à la commune

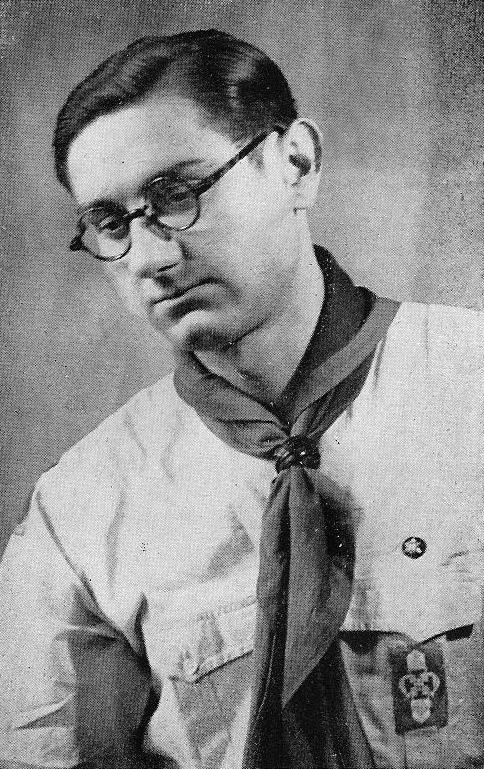
Guy de Larigaudie.

- Guy de Larigaudie (1908-1940), scout, écrivain, explorateur, conférencier et journaliste, a passé une partie de son enfance au manoir des Gérauds.
- Jean Jacoupy (1761-1848), évêque d'Agen, est né à Saint-Martin-de-Ribérac.

## Pour approfondir